# Episodi di La casa de las flores
La prima stagione della serie televisiva La casa de las flores, composta da 13 episodi, è stata interamente pubblicata sul servizio di video on demand Netflix il 10 agosto 2018 in tutti i territori in cui il servizio è disponibile.
| nº | Titolo originale               | Titolo italiano                         | Pubblicazione Messico | Pubblicazione Italia |
| -- | ------------------------------ | --------------------------------------- | --------------------- | -------------------- |
| 1  | Narciso (Símb. mentira)        | NARCISO (simbolo: menzogna)             | 10 agosto 2018        | 10 agosto 2018       |
| 2  | Crisantemo (Símb. dolor)       | CRISANTEMO (simbolo: dolore)            | 10 agosto 2018        | 10 agosto 2018       |
| 3  | Lirio (Símb. libertad)         | GIGLIO (simbolo: libertà)               | 10 agosto 2018        | 10 agosto 2018       |
| 4  | Petunia (Símb. resentimiento)  | PETUNIA (simbolo: risentimento)         | 10 agosto 2018        | 10 agosto 2018       |
| 5  | Dalia (Símb. gratitud)         | DALIA (simbolo: gratitudine)            | 10 agosto 2018        | 10 agosto 2018       |
| 6  | Magnolia (Símb. dignidad)      | MAGNOLIA (simbolo: dignità)             | 10 agosto 2018        | 10 agosto 2018       |
| 7  | Peonía (Símb. vergüenza)       | PEONIA (simbolo: vergogna)              | 10 agosto 2018        | 10 agosto 2018       |
| 8  | Bromelia (Símb. resiliencia)   | BROMELIA (simbolo: capacità di ripresa) | 10 agosto 2018        | 10 agosto 2018       |
| 9  | Tulipán (Símb. esperanza)      | TULIPANO (simbolo: speranza)            | 10 agosto 2018        | 10 agosto 2018       |
| 10 | Tussilago (Símb. preocupación) | TOSSILAGGINE (simbolo: preoccupazione)  | 10 agosto 2018        | 10 agosto 2018       |
| 11 | Orquídea (Símb. lujuria)       | ORCHIDEA (simbolo: lussuria)            | 10 agosto 2018        | 10 agosto 2018       |
| 12 | Eríssimo (Símb. adversidad)    | ERISIMO (simbolo: avversità)            | 10 agosto 2018        | 10 agosto 2018       |
| 13 | Amapola (Símb. resurrección)   | PAPAVERO (simbolo: risurrezione)        | 10 agosto 2018        | 10 agosto 2018       |